# Kiss Ferenc (orvos, 1889–1966)
Kiss Ferenc (Nagyszalonta, 1889. szeptember 7. – Budapest, 1966. április 6.) Kossuth-díjas magyar orvos, anatómus, egyetemi tanár.
Kutatási területe a mikrocirkulációs anatómia; a vegetatív idegrendszer komparatív anatómiája; spirális és vegetatív dúcok hisztológiája; vegetatív idegvégződések; plasztikus kondenzor.

## Életrajza
Vallásos földműves szülők gyermekeként látta meg a napvilágot. Elemi és középfokú tanulmányait Nagyszalontán és Székelyudvarhelyen végezte. Felsőfokú tanulmányokat a kolozsvári egyetemen folytatott az orvostudományi szakon. Orvosi diplomáját 1909-ben kapta kézhez. Pályáját a kolozsvári egyetem Leíró- és Tájbonctani Intézetében kezdte, 1909–1917 között itt dolgozott, majd 1917-ben a budapesti egyetem Anatómiai Intézetében folytatta munkásságát 1929-ig. 1924-ben a budapesti egyetemen habilitálták egyetemi magántanárrá „Tájanatómia” tárgykörből.
Szegedi leányt vett feleségül, és a szegedi egyetemre ment kutatni és oktatni a Leíró- és Tájbonctani, valamint a Szövet- és Fejlődéstani Intézetbe, 1929 szeptemberében, negyvenévesen már Szegeden volt mint kinevezett professzor a Kolozsvárról Szegedre átmentett egyetemen. 1934-től a budapesti Anatómiai Intézet tanszékvezető egyetemi tanára, majd egyetemi tanára haláláig. 1952-ben az orvostudományok doktora tudományos fokozatot érte el.
Csillik Bertalan, az orvostudományok doktora megjegyzése: „Prof. dr. Kiss Ferenc igazi nagy tudományos felfedezése az alábbi közleményben olvasható: Innervation of collageneous fibers: a kollagén rostok beidegzése (Láng A. társszerzővel, Ideggyógyászati Szemle 7: 73-74. 1954.), amit azóta számos elektronmikroszkópos és elektron-immunhisztokémiai vizsgálat igazolt.”
Tudományos hírneve révén a félvilágot bejárta, Frankfurt, Köln, London (1912), Németország, Anglia (1920), Franciaország, Anglia (1930), Amerikai Egyesült Államok (1947–48, 6 hónap), Anglia, USA, NSZK, Franciaország, Svájc (1963, 1 év), két hónapot töltött a Szovjetunióban is, ahol szintén nagy megbecsülés övezte. Nyolc egyetemi tankönyvet írt, Szentágothai Jánossal együtt írt Anatómiai Atlaszát tíznél több nyelvre lefordították. Számos tudományos közleménye hazai és külföldi folyóiratokban látott napvilágot. (Egyik legkorábbi közleménye német nyelvű: Anatomisch-histologische Untersuchungen über die Erektion. In: Z. Anat. EntwickI. – Gesch. 1921. Prix L’allemand díjjal kitüntetve).
Egész életén át humanista és vallásos világnézetű tudós volt, már 1934 előtt a szegedi anatómiai intézetbe (Kossuth Lajos sgt.) is behatoló rasszista garázdákkal szemben tevőlegesen fellépett, a második világháború alatt zsidó származású polgártársainkat mentette az elhurcoltatástól, a Rákosi-rendszer atrocitásai ellen 1956-os forradalomban lépett fel.
1959-ben, hetvenedik születésnapján a budapesti Anatómiai Intézetben – amelynek hosszú ideig vezetője és élete végéig munkatársa volt – 50 éves szakmai szolgálatát és 30 éves professzori működését ünnepelték. Ott mondta el, hogy „keresztyén szemléletemben a gyakorlati szociális eszme és népünkhöz való ragaszkodás domináló, és örülök, hogy a mai autoritások ezt megbecsüléssel és azzal a meggyőződéssel nézik, hogy rám mindig számíthatnak…”  Ez így volt, és az Anatómiai Intézet keretén belül a kormány külön kutatórészleget kívánt létesíteni, az ő személyéhez kötötten.

## Kötetei (válogatás)
- Az ember anatómiájának atlasza, 1–3. köt. (Szentágothai Jánossal) Budapest, 1951., 315 + 286 + 308 p. (34 kiadást ért meg, angol, német, orosz és spanyol nyelven is megjelent).
- Rendszeres bonctan. (Társszerzőkkel : Dr. Szabó Zoltán, Dr. Szentágothai János és Dr. Gellért Albert) 1-2. köt. Budapest, 1953. 207 + 316 p. (9 kiadást ért meg).
- Tájanatómia 9. kiad. Budapest, 1967. 239 p.

## Szerkesztőbizottsági tagság
- Acta Anatomica, Basel (1946–66)
- Excerpta Medica, Amsterdam (1947–66)

## Társasági tagság
- Korányi Sándor Társaság
- Erdélyi Múzeum-Egyesület orvosi szakosztály (Kolozsvár) tiszteleti tag
- Kolozsvári Román Orvostársaság (1932–) tiszteleti tag
- Anatomische Ges. Soc. d'Anthropologia, Paris
- Association des Anatomistes (1934–)
- Royal Society of Medicine (1957–)
- Scientific Society of Nuclear Haematology (1965–)

## Díjak, elismerések
- Prix L’allemand (a Francia Akadémiától, 1932)
- Prix Fauvelle (a Francia Antropológiai Társaságtól, 1934)
- Kossuth-díj ezüst fokozat (1952)
- Munka Érdemrend ezüst fokozat (1959 és 1961)